# Calixto Maldonado
Calixto Alberto Maldonado (Villa Ascasubi, 1923 - Córdoba, 2005) fue un contador y político argentino.

## Biografía

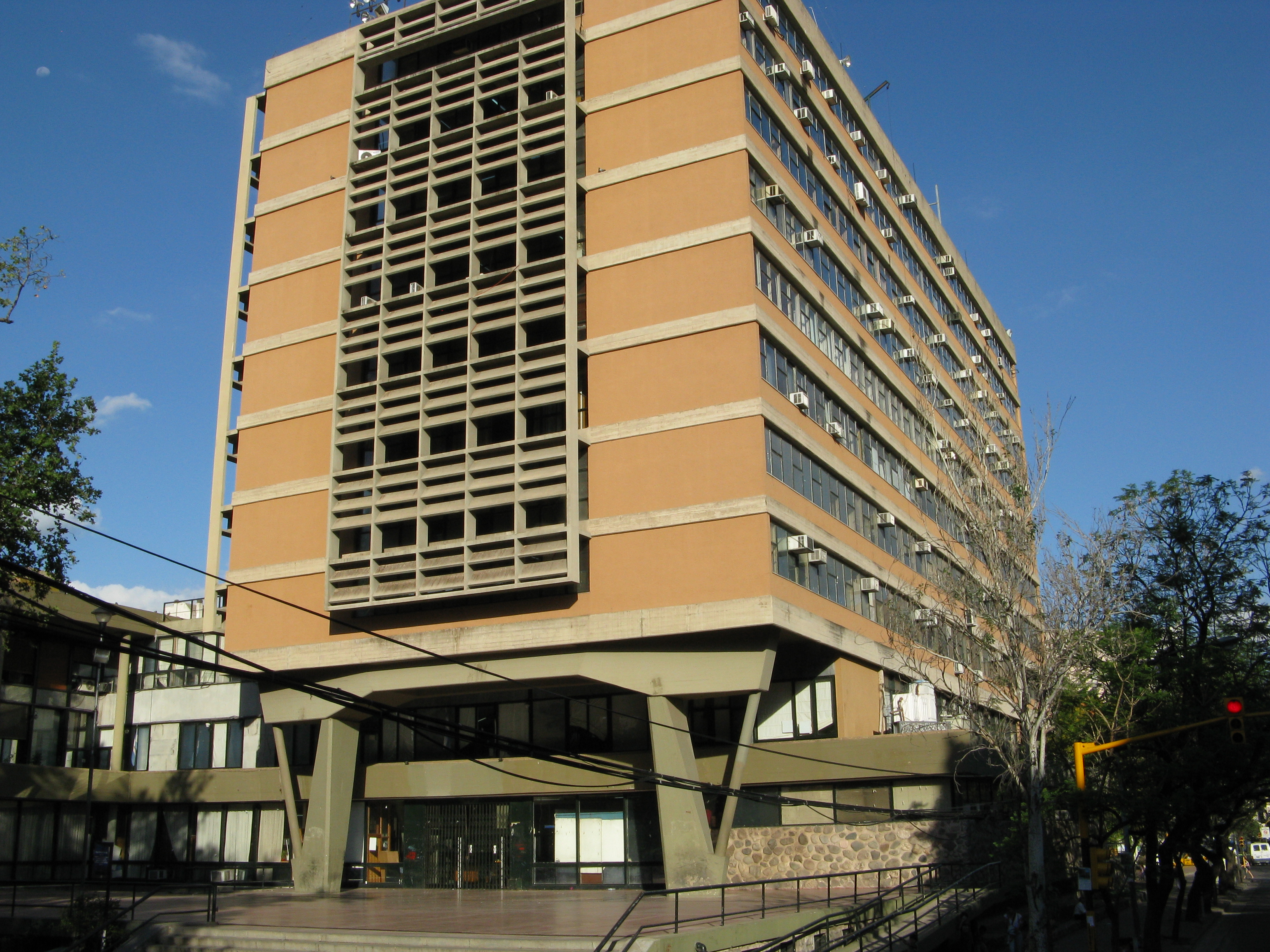
Maldonado, siendo comisionado municipal, dejó inaugurado el Palacio 6 de julio, sede del gobierno de la ciudad de Córdoba.

Nació el 28 de enero de 1923 en Villa Ascasubi, provincia de Córdoba, y sus padres fueron Calixto R. Maldonado y Margarita Iocou.
Siendo joven adhirió al radicalismo y en 1957, al producirse la división del partido, se sumó a la Unión Cívica Radical Intransigente, que a nivel nacional lideraba Arturo Frondizi.
Entre 1958 y 1960, durante la gobernación de Arturo Zanichelli, fue subsecretario de hacienda de Córdoba. 
El 28 de junio de 1960, tras la intervención federal a la provincia, Maldonado asume como comisionado municipal de la ciudad capital. Estuvo al frente de la comuna durante casi dos años, en los cuales creó el Instituto Antirrábico, el servicio de grúas e inauguró 20 escuelas municipales. Instaló los primeros semáforos de Córdoba, en la esquina de las avenidas Colón y General Paz.
Maldonado es recordado por ser el mandatario a quien le tocó inaugurar y habilitar el Palacio Municipal 6 de julio, lo cual se realizó coincidentemente con el aniversario N° 388 de la fundación de la ciudad, el 6 de julio de 1961. Creó la emisora denominada “Radio Municipal” (LV17), que transmitía desde la planta baja del recién inaugurado edificio comunal una programación que combinaba la difusión de noticias locales y eventos deportivos.
Instituyó la llamada Casa de la Cultura en el edificio de Av. Gral. Paz 33, trasladando a dicho centro cultural, el 25 de noviembre de 1961, al Museo Municipal de Bellas Artes Genaro Pérez. El 30 de abril de 1962, con la serie de intervenciones producidas en todo el país por decisión del presidente Guido, Maldonado cesó en sus funciones.
Fue integrante del directorio del Banco Hipotecario Nacional en los años 1972 y 1973. Se desempeñó posteriormente como director de migraciones y del Instituto Nacional de Acción Social. Estuvo al frente del Instituto de Obra Social de las carteras de economía e interior durante el gobierno radical, en la década de 1980.
Falleció en Córdoba, el 25 de enero de 2005, a poco de cumplir 82 años.